# Zhang Yuetong
Zhang Yuetong (chinesisch 张悦彤, Pinyin Zhāng Yuètóng; * 22. Februar 2003 in Shenzhen) ist eine chinesische Sportkletterin.

## Karriere
Yuetong begann 4-jährig zu klettern. Mit elf Jahren wurde sie als jüngste Kletterin ins Nationalteam aufgenommen.
2018 wurde sie bei den Jugend-Weltmeisterschaften in Moskau Dritte im Lead. Im gleichen Jahr wurde sie bei den Jugend-Asienmeisterschaften Dritte im Bouldern. Ein Jahr später nahm sie erstmals bei einem Weltcup teil; sie erreichte den 27. Platz im Bouldern. 2019 wurde sie beim Weltcup Chamonix Zweite im Lead und stand somit erstmals auf einem Weltcup-Podest. 2022 wurde sie bei den Asienspielen Dritte in der Kombination.
2023 konnte sie den asiatischen Qualifikationswettkampf für sich entscheiden und sicherte sich einen Platz für die Olympischen Spiele 2024 in Paris. Dort belegte sie den 13. Platz.